# Часовые эксплуатационные затраты
Часовые эксплуатационные затраты — показатель характеризующий степень технико-экономической эффективности техники и оборудования, учитывающий прямые расходы в единицу времени на амортизацию, оплату труда, ГСМ, ТО и ремонт, хранение, проценты за кредит, налоги, страховые платежи, накладные расходы и прочие связанные с её эксплуатацией.

## Методика расчета
Экономические свойства любого объекта, равно как и его физические свойства (вес, габариты, срок службы и т. д.) должны зависеть только от технических и конструктивных параметров самого объекта и быть постоянными или относительно постоянными в течение всего срока службы данного объекта. Таким свойством обладает критерий часовых эксплуатационных затрат (ЧЭЗ). Для любой сельскохозяйственной машины этот критерий определяют по формуле
{\displaystyle ZM=(C\cdot K_{0}/T_{0})+S_{q}+S_{m}}    (1)
где
- {\displaystyle ZM} — часовые эксплуатационные затраты сельскохозяйственной машины, руб./ч;
- {\displaystyle C} — заводская цена машины, руб.;
- {\displaystyle K_{0}=K_{1}+K_{2}+\ldots +K_{i}+\ldots +K_{8}} — общий коэффициент учёта всех видов затрат, привязанных (зависящих) к уровню заводской цены машины;
- {\displaystyle K_{i}} — коэффициент учёта величины затрат по i-ой статье расходов 
i = 1 — амортизация,
i = 2 — техническое обслуживание и ремонт,
i = 3 — проценты за кредит,
i = 4 — расходы на хранение техники,
i = 5 — страховые платежи,
i = 6 — налоги,
i = 7 — накладные расходы,
i = 8 — прочие прямые расходы;
- {\displaystyle T_{0}=n\cdot T} — амортизационный ресурс машины, час;
- {\displaystyle n} — средний срок службы машины, год;
- {\displaystyle T} — средняя годовая наработка машины, час;
- {\displaystyle S_{q}=s\cdot q} — стоимость часового расхода горюче-смазочных материалов (ГСМ);
- {\displaystyle s} — цена ГСМ, руб./кг;
- {\displaystyle q} — часовой расход ГСМ при оптимальной загрузке трактора, кг/ч;
- {\displaystyle S_{m}=m\cdot S_{1}} — средняя величина часовой заработной платы механизатора с учётом всех видов начислений и налоговых платежей;
- {\displaystyle S_{1}} — месячная ставка заработной платы, определенная для работника первого разряда бюджетной сферы, руб.;
- {\displaystyle m} — коэффициент привязки средней часовой ставки заработной платы работников сельскохозяйственного производств к тарифной ставке бюджетных организаций.

Первоначально значение m рассчитывают любым доступным способом (по разрядам и тарифным ставкам, по планируемой величине средней заработной платы и др.) или принимают из соображений эффективного ведения производства. Далее в течение продолжительного времени значение коэффициента m можно сохранять постоянным. При этом условии все изменения экономической ситуации в стране будут приводить к адекватному изменению заработной платы через механизм законодательной корректировки величины {\displaystyle S_{1}}. Удельный вес заработной платы в структуре ЧЭЗ машины в большинстве случаев не превышает 10 % и поэтому описанный алгоритм определения величины Sm вполне соответствует точности, предъявляемой к модельным расчетам.

## Свойства ЧЭЗ
Критерий ЧЭЗ, рассчитанный для сельскохозяйственной машины по формуле (1), обладает тремя важными свойствами:
- Численные значения критерия зависят только от индивидуальных технических характеристик самой машины;
- При неизменных ценах на машину, расходные материалы, топливо и рабочую силу численное значение критерия для каждой машины остается неизменным в течение всего срока её службы;
- Численное значение часовых эксплуатационных затрат мобильного агрегата (ZA) представляет собой сумму ЧЭЗ входящих в него машин, то есть

{\displaystyle ZA=ZM_{1}+ZM_{2}+\ldots +ZM_{K}}    (2)
Так как полезную работу способны выполнять только сельскохозяйственные агрегаты, то, следовательно, удельные эксплуатационные затраты на единицу механизированных работ (ZW), которые составляют основу существующих методик экономического анализа, связаны с критерием ZA следующим соотношением:
{\displaystyle ZW=ZA/W=(ZM_{1}+ZM_{2}+\ldots +ZM_{K})/W}    (3)
где
- {\displaystyle W=0,1\cdot B\cdot V\cdot K} — эксплуатационная производительность агрегата, га/ч;
- {\displaystyle B} — рабочая ширина захвата агрегата, м;
- {\displaystyle V} — скорость движения, км/ч;
- {\displaystyle K} — коэффициент полезного использования рабочего времени.

Из структуры формулы (3) видно, что показатель удельных эксплуатационных затрат (УЭЗ) на единицу механизированных работ не может для сельскохозяйственных машин служить критерием их экономической эффективности, так как значение УЭЗ всецело зависит от производительности агрегата, которая определяется техническими возможностями энергетического средства, режимами работы и целым рядом организационно-технологических факторов. Особенно большой разброс в значениях показателя УЭЗ наблюдается по тракторам. Так, при работе с плугом их постоянные ЧЭЗ затраты раскладываются на 1 — 2 га полезно выполненной работы, тогда как при работе с широкозахватным опрыскивателем эти же затраты раскладываются на площадь в 5 — 10 раз большую. Подобная ситуация не исключение, а естественное свойство, присущее сельскохозяйственной технике.
По показателю часовых эксплуатационных затрат российские почвообрабатывающие и посевные агрегаты превосходят свои зарубежные аналоги соответственно в 2,6 и 5,5 раза.